# Paulita
Paulita is een geslacht van kreeftachtigen uit de klasse van de Malacostraca (hogere kreeftachtigen).

## Soort
- Paulita tuberculata (Lemos de Castro, 1949)